# Albert Puigdollers
 Albert Puigdollers Saperas  es un futbolista español nacido en Granollers el 30 de octubre de 1980 que actualmente juega en las filas del CF Badalona.

## Biografía
Fichado del EC Granollers para la cantera del FC Barcelona, en la que pasó por el tercer equipo, militando incluso en el B por una temporada, continuaría probando durante los siguientes años en otras canteras como las del Málaga CF o el Atlético de Madrid. Tras este periplo, fichó por la Cultural y Deportiva Leonesa, cuyo paso desembocaría en un fichaje por el CF Badalona, donde jugaría por dos años para recalar en la temporada 2007/2008 en el CF Gavà de segunda división B. La temporada 2009/2010 se confirmó como fichaje arlequinado para el CE Sabadell, equipo con el que lograría el ascenso a Segunda División la siguiente temporada.
En 2012 el jugador catalán se marcha a Escocia, dónde disputaría 3 partidos de Liga (Division One de Escocia, tercer nivel en la jerarquía de categoría) y 1 de Copa con el Cowdenbeath. 
En enero de 2013 el centrocampista, a prueba las últimas fechas en el Recreativo de Huelva, competirá hasta el final de la presente temporada en el equipo blanquiazul tras convencer al cuerpo técnico. En agosto de 2013 se confirma como nuevo fichaje del CF Badalona.

## Clubes
| Club                      | País    | Temporada | Partidos | Goles |   |   |
| ------------------------- | ------- | --------- | -------- | ----- | - | - |
| FC Barcelona B            | España  | 1998-1999 | 1        | 0     | 0 | 0 |
| FC Barcelona C            | España  | 1999-2000 |          |       |   |   |
| FC Barcelona B            | España  | 2000-2001 | 21       | 3     | 6 | 0 |
| Atlético de Madrid B      | España  | 2001-2002 | 29       | 3     |   |   |
| Atlético de Madrid B      | España  | 2002-2003 | 32       | 2     |   |   |
| Málaga B                  | España  | 2003-2004 | 20       | 3     | 2 | 0 |
| Cultural Leonesa          | España  | 2004-2005 | 30       | 4     |   |   |
| CF Badalona               | España  | 2005-2006 | 15       | 3     |   |   |
| CF Badalona               | España  | 2006-2007 | 12       | 4     | 2 | 0 |
| CF Gavà                   | España  | 2007-2008 | 33       | 3     | 5 | 0 |
| CF Gavà                   | España  | 2008-2009 | 36       | 5     | 8 | 0 |
| CE Sabadell               | España  | 2009-2010 | 36       | 6     | 5 | 0 |
| CE Sabadell               | España  | 2010-2011 | 21       | 4     | 3 | 0 |
| CE Sabadell               | España  | 2011-2012 | 29       | 1     | 2 | 0 |
| Cowdenbeath Football Club | Escocia | 2012      | 4        | 0     | 0 | 0 |
| Recreativo de Huelva      | España  | 2013      |          |       |   |   |
| CF Badalona               | España  | 2013-2014 |          |       |   |   |
| UE Engordany              | Andorra | 2015-     |          |       |   |   |